# 中華共和国

中華共和国
中華共和國
中华共和国

赤の場所が中華共和国である。

中華共和国（ちゅうかきょうわこく）は、1933年に発生した福建事変（閩変）の際、陳銘枢、李済深、および十九路軍の指導者によって、福建省福州で樹立された地方政権の名称。福建人民政府（ふっけんじんみんせいふ）の名で呼ばれることが多い。正式名称は中華共和国人民革命政府（ちゅうかきょうわこくじんみんかくめいせいふ）で「反日反蔣介石」を標榜した。首都は福州市。中南銀行および中国銀行発行の銀行券を通貨とした。
1933年11月22日に正式な成立を果たしたが、1934年1月13日に国民政府中央軍が福州に進駐したため、政権の維持はわずか2か月足らずであった。

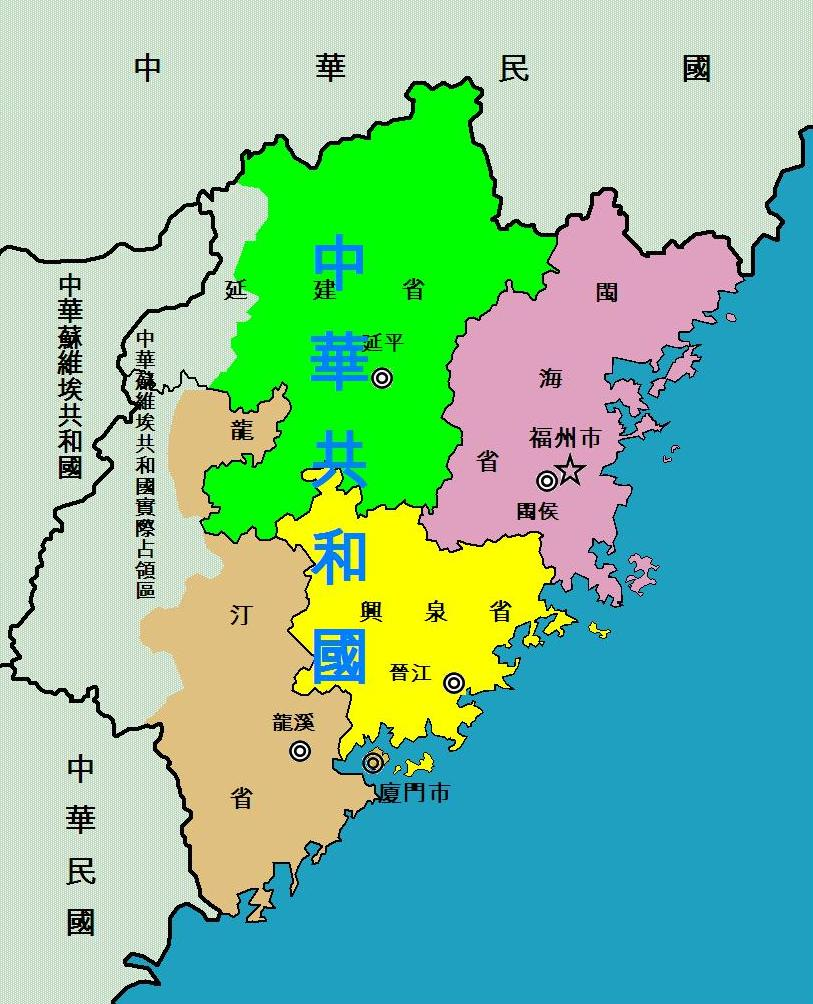
共和国の版図（色のついている地域）

## 国民革命軍十九路軍

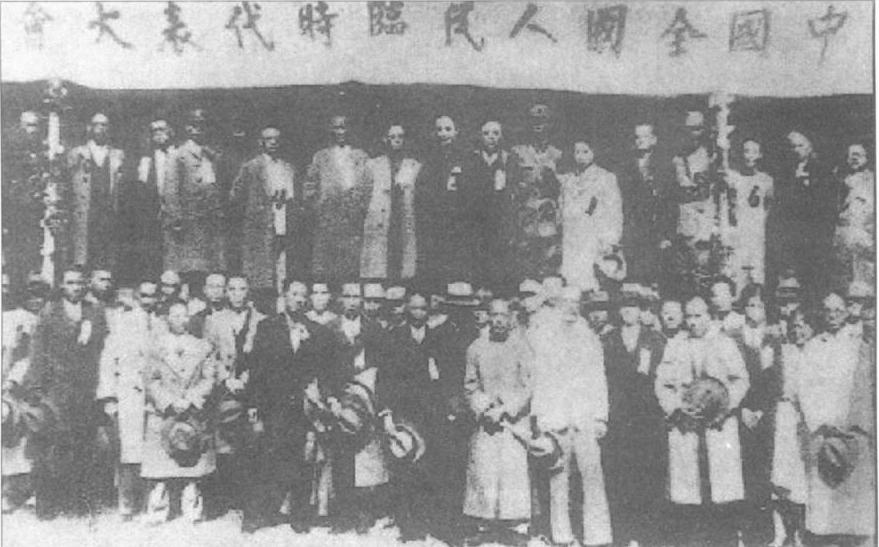
会議

中華共和国を成立させた国民革命軍十九路軍の前身は広東軍第一師団である。1926年、広東軍第一師団は国民革命第四軍に改編され李済深が軍長に任命された。北伐の過程で第四軍は大きな戦果を上げ、陳銘枢が師団長に任じられていた第十師は第十一軍に改編されている。1930年の中原大戦に第十一軍が参加し馮玉祥・閻錫山の軍を撃破している。その後第十一軍は十九路軍と改編され、蔣光鼐を総指揮、蔡廷鍇を軍長とする体制が確立された。
1931年に満州事変が勃発すると十九路軍の任務は上海防衛であった。この時期、対日方針をめぐって南京国民政府では内部対立が続いており、蔣介石が下野すると政府は汪兆銘ら広東派系による運営が始まった。1932年の第一次上海事変では抗日意欲の強い十九路軍は日本軍と積極的に戦った。しかし、日本軍との衝突を避けたい蔣介石は十九路軍を上海から福建省に移駐させ、紅軍討伐を命じた。その後、軍事的指導者不在の南京政府は再び蔣介石による指導体制を確立し、満州・上海の両事変は外交交渉により塘沽停戦協定で一応の解決をみた。
上海を離れた十九路軍は福建地区での共産党勢力討伐作戦に従事したが、彭徳懐軍との戦闘に敗北したのちは膠着状態が続いた。蔡廷鍇等は共産党との和解交渉により停戦を図り、陳銘枢がヨーロッパより帰国すると1933年6月には李宗仁・陳済棠らと連絡を取り、福州に「人民政府」を成立させて南京国民政府に対抗することを提案するが、2人はこの提案に賛同しなかった。しかし、蔣介石がこの情報を入手するに至り、福建で起こるであろう政変への準備が急速に進展した。

## 成立と崩壊

### 中華共和国の成立

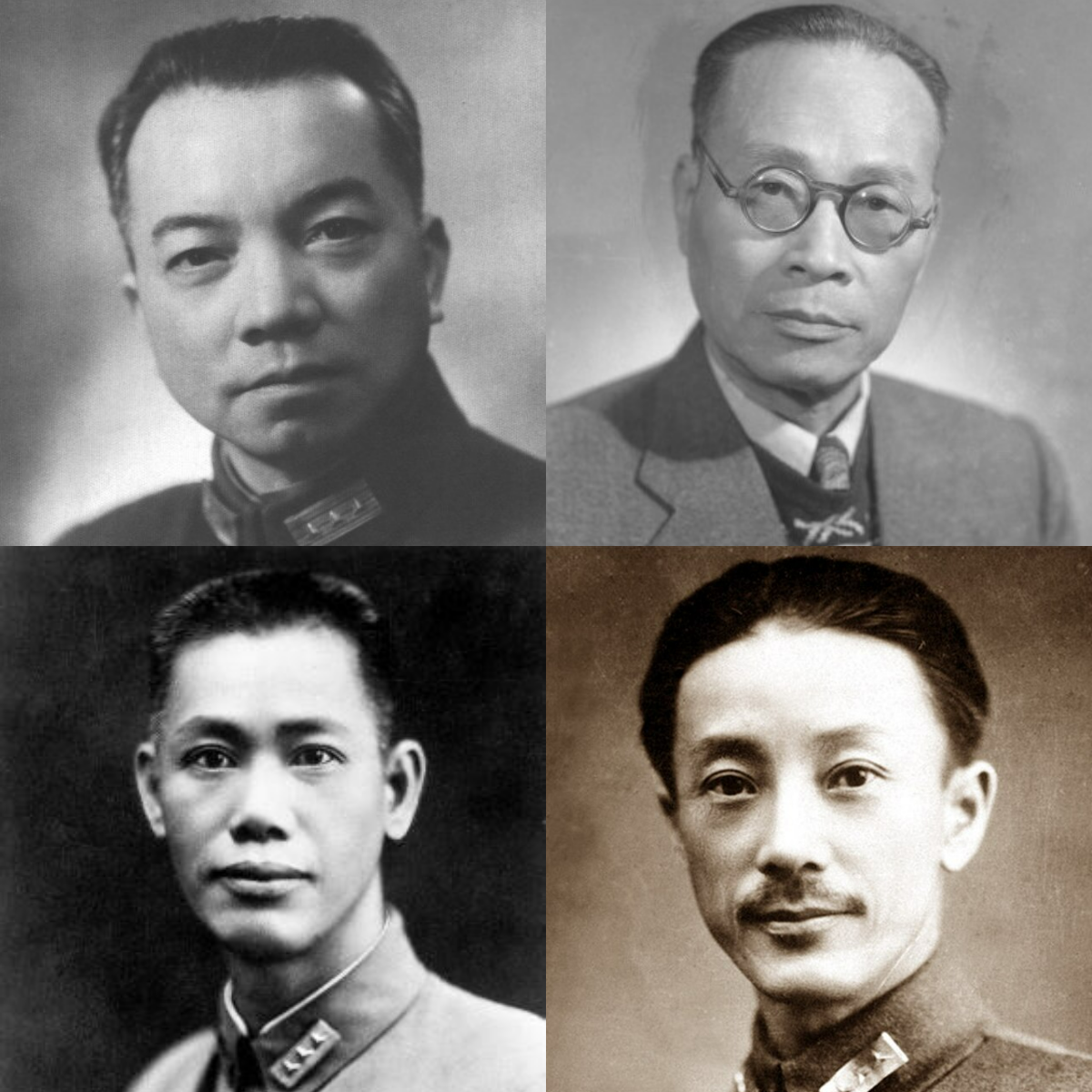
中華共和国の首脳陣
_{李済深(左上)陳銘枢(右上)蔡廷鍇(左下)蔣光鼐(右下)}

1933年11月20日に福建事変が勃発すると、蔣光鼐らの十九路軍将領は、広西派の李済琛や陳銘枢、第三党の黄琪翔ら各党各派の反蔣派の軍人・政治家を結集し、生産人民党および第三党による「中国全国人民臨時代表大会」を福州で開催し、「中華共和国人民革命政府」の成立を決議し、また、「人民権利宣言」を採択した。同日中に、李済琛、陳銘枢、陳友仁、蔣光鼐、蔡廷鍇、方振武、黃琪翔の11名が政府委員に選出され、江西の中華ソビエト共和国臨時政府と停戦および経済協力の文書を交換し、「農工商学兵代表大会」が政府の最高権力機構であることが宣言された。李済琛は政府委員会主席に、また、蔣光鼐が経済委員会主席、陳銘枢が文化委員会主席、蔡廷鍇は軍事委員会主席に、それぞれ選出された。
翌21日、蔡廷鍇、蔣光鼐、李済琛、陳銘枢らは中国国民党から脱党する旨の電報を各所に発した。22日、「中華共和国人民革命政府」の成立を宣言して中国国民党を廃止、独自の紀年法を採用し、この年を「中華共和国元年」に定めた。また、十九路軍は「人民革命軍」と改称された。この政権には、社会民主主義者から国家主義者まで「反日反蔣」で一致した人々が組織され、その政策は、民主･自由の保証、土地改革･産業統制などを柱とした。
しかし、中華共和国は国民党内の親蔣派以外で広汎な支持を獲得することができなかった。広東省の陳済棠は蔣介石の懐柔により中華共和国への不支持を、孫文未亡人の宋慶齢も政権樹立に反対の立場を表明した。そのため中華共和国は中国共産党との協力関係を模索するが、このとき共産党内部では毛沢東を首班とする毛派と王明（陳紹禹）を首班とする国際派の権力闘争が行われて交渉が進捗しないばかりか、12月5日には王明が、福建政府は非人民的・非革命的であり革命路線と非革命路線の中道を行くもので、失敗は免れないと中華共和国を強い調子で批判する声明を発した。王明らはその極左的方針と政治的未熟さのために、福建の中華共和国をうまく支援できなかったのである。

### 中華共和国の崩壊
蔣介石は福建での政変に対処すべく、1934年1月1日に総攻撃を開始し、8個師団の陸軍部隊を投入するとともに、海上・航空兵力を駆使して攻撃を加えた。圧倒的軍事的優勢を誇る中央軍の前に人民革命軍（十九路軍）は壊滅、五個軍団中四個が前線で叛乱を起こし、中央軍に投降した。中央軍は1月13日に福州に進駐し、中華共和国政府（福建人民政府）は成立後53日で崩壊した。21日には人民革命軍の残存部隊も中央に投降し、ここに福建事変は終結した。蔣光鼐、蔡廷鍇、陳銘枢、李済深等は香港に逃亡、人民革命軍は解散となり、兵力は各部隊に分散して再配置された。
1932年以降の地方軍の反乱は、福建事変もふくめ、どの場合も短期間のうちに収束し、むしろその過程を通して蔣介石支持勢力の優位がゆるぎないものになっていった。